# Красюк, Анна Мироновна
Анна Мироновна Красюк (1911, село Копаны, Таганрогский округ, Область Войска Донского, Российская империя — неизвестно, посёлок Войковский, Амвросиевский район, Донецкая область, Украинская ССР) — звеньевая свиноводческого совхоза «Металлист» Министерства совхозов СССР, Амвросиевский район Сталинской области, Украинская ССР. Герой Социалистического Труда (1949).

## Биография
Родилась в 1911 году в крестьянской семье в селе Копани (сегодня — посёлок Войковский) Таганрогского округа. С раннего возраста трудилась в сельском хозяйстве. Во время коллективизации вступила в свиноводческий совхоз «Металлист» Амвросиевского района с центральной усадьбой в её родном посёлке Войковский. Во время Великой Отечественной войны пережила немецкую оккупацию в родном селе. После освобождения Сталинской области с 1944 года восстанавливала разрушенное совхозное хозяйство. В послевоенные годы была назначена звеньевой полеводческого звена отделения № 2 этого же совхоза.
В 1948 году звено под её руководством собрало в среднем с каждого гектара по 31.94 центнера пшеницы на участке площадью 38 гектаров. Указом Президиума Верховного Совета СССР от 6 апреля 1949 года удостоена звания Героя Социалистического Труда за «получение высоких урожаев пшеницы и кукурузы при выполнении совхозом плана сдачи государству сельскохозяйственных продуктов в 1948 году и обеспеченности семенами всех культур в размере полной потребности для весеннего сева 1949 года» с вручением ордена Ленина и золотой медали «Серп и Молот» (№ 3264).
Этим же указом званием Героя Социалистического Труда были награждены директор совхоза «Металлист» Пётр Борисович Янатьев, старший агроном Сергей Иосифович Сологубов, труженики совхоза звеньевые Александра Прокофьевна Губанова, Пелагея Ивановна Любомищенко и Мария Николаевна Мёд.
После выхода на пенсию проживала в родном посёлке Войковский Амвросиевского района. С 1968 году — персональный пенсионер союзного значения. Дата смерти не установлена.